# Vijon
Vijon é uma comuna francesa na região administrativa do Centro, no departamento Indre. Estende-se por uma área de 21,19 km². Em 2010 a comuna tinha 305 habitantes (densidade: 14,4 hab./km²).